# Anaspis lindbergiana
Anaspis lindbergiana es una especie de coleóptero de la familia Scraptiidae.

## Distribución geográfica
Habita en Marruecos.